# Kelso (Pferd)
Kelso (* 4. April 1957 in Paris, Kentucky; † 16. Oktober 1983 in Chesapeake City, Maryland) war ein erfolgreiches US-amerikanisches Vollblut-Rennpferd, das den Galopprennsport in den Vereinigten Staaten in der ersten Hälfte der 1960er Jahre dominierte. Aus unscheinbarer Zucht stammend entwickelte es sich unter seinem Trainer Carl Hanford zum größten Publikumsliebling des Pferderennsports seit mehr als 20 Jahren. Bis heute gilt Kelso als erfolgreichster Wallach aller Zeiten und war besonders für seine spektakulären Siege unter gravierenden Gewichtsnachteilen bei Ausgleichrennen (Handicaps) und seine viel gepriesene Leichtfüßigkeit und Eleganz berühmt. In seiner ungewöhnlich langen Rennkarriere – Kelso startete in acht Saisons – gewann er mehr Preisgeld als irgendein Pferd vor ihm und stellte einen Weltrekord, drei US-amerikanische Rekorde und acht Bahnrekorde auf oder egalisierte sie zumindest. Noch heute hält er mit einer Zeit von 3:19,20 min den US-amerikanischen Rekord über zwei Meilen.

## Leben

### Frühe Jahre
Kelsos Pedigree las sich nicht sonderlich vielversprechend. Er kam auf der Claiborne Farm nahe Paris, Kentucky, zur Welt und stammte von der Stute Maid of Flight und dem Hengst Your Host ab. Sein Vater, ebenfalls ein bekanntes Rennpferd, war in der Zucht noch nicht erwähnenswert in Erscheinung getreten und seine Mutter – obwohl wiederum Tochter des US Triple Crown-Siegers Count Fleet und Enkelin mütterlicherseits des berühmten Man o’ War – hatte in ihrer Rennkarriere nur drei von 18 Wettkämpfen gewonnen sowie bei Stakes-Rennen einige Podestplatzierungen erreicht und galt dementsprechend als so gut wie gänzlich unbekannt. Sie gebar Kelso als ihr erstes Fohlen und er war eines von 10.792 registrierten Fohlen des Jahrgangs in den Vereinigten Staaten. Von Anfang an befand er sich im Besitz von Allaire du Pont (* 1913; † 2006), die in Chesapeake City, Maryland, die Woodstock Farm betrieb und mit ihren Pferden unter dem nom de course „Bohemia Stable“ (de.: „Stall Bohemia“) zu Rennen antrat. Seinen Namen erhielt er nach Kelso Everett, einem Freund seiner Besitzerin. Bei beiden bürgerte sich der Spitzname Kelly ein. Kelso war zunächst ein vergleichsweise problematisches Tier und wenig deutete darauf hin, dass es sich für den Rennsport eignen könnte. Er war dürr, verhältnismäßig klein und äußerst schwer zu beherrschen. Noch bevor er zum ersten Mal eine Rennbahn betrat, wurde er auf Wunsch du Ponts im Alter von zwei Jahren kastriert – in der Hoffnung, sowohl sein Wachstum noch etwas anzuregen als auch sein Gemüt zu beruhigen. Die Maßnahme zeigte jedoch nur wenig Erfolg; Kelso blieb zeitlebens ein eigensinniges und vergleichsweise unkultiviertes Tier – auch unter seinem Übungsreiter Dick Jenkins.
Trainiert von Dr. John Lee und geritten vom Jockey John Block debütierte Kelso am Freitag, den 4. September 1959 als Zweijähriger bei einem Rennen auf dem Atlantic City Race Course in Mays Landing, New Jersey. Es handelte sich um ein typisches Erstlingsrennen, an dessen Ende Kelso, der auch als 6:1-Favorit gehandelt wurde, vor 13.626 Zuschauern als Sieger die Ziellinie überquerte. Für die zweite Veranstaltung zehn Tage darauf galt er daher als leichter Favorit (4:1), musste sich aber dem Konkurrenten Dress Up geschlagen geben und konnte sich lediglich den zweiten Platz sichern. Auch beim dritten Rennen am 23. September führte er die Setzlisten mit 9:5 an – und erkämpfte sich hinter Windy Sands abermals den zweiten Rang. Nach dieser Rennserie binnen eines Monats endete Kelsos Saison als Freshman.

### 1960–1966: Rennkarriere

#### Ein neuer Stern am Rennsporthimmel
Zum Jahreswechsel wurde Lee in seiner Funktion als Trainer von Carl Hanford (* 1916; † 2011) abgelöst. Auf Grund dieser Personalentscheidung, die zunächst vollständig abgewickelt werden musste, begann Kelsos Saison als Dreijähriger – die gemeinhin wichtigste im Leben eines Rennpferdes – erst verspätet nach der prestigeträchtigen Triple Crown. Dieser Umstand sollte sich allerdings im weiteren Verlauf nicht negativ auswirken. Nach einigen kleineren Läufen gewann Kelso mit zehn Längen Vorsprung die Monmouth Stakes in Oceanport, New Jersey. Kelsos erster Sieg bei einem großen Rennen war demnach sehr überzeugend und es folgten binnen Jahresfrist sieben weitere. Insgesamt sicherte er sich 1960 mit überragender Quote acht Gewinne bei neun Starts. Beim Meilenrennen auf dem Aqueduct Racetrack in Queens stellte er mit einer Durchlaufzeit von 01:34,20 min einen neuen Rekord für seine Altersklasse auf und deklassierte die Konkurrenz. Es folgte ein Sieg mit sieben Längen Vorsprung bei den Choice Stakes und beim anschließend gewonnenen Jerome Handicap wurde der Wallach erstmals vom Jockey Eddie Arcaro (* 1916; † 1997) geritten. Um bei den so genannten Ausgleichrennen (en.: handicap races) gleiche Bedingungen zu schaffen, müssen stärkere Pferde nach einem Koeffizienten zugeordnete Gewichte tragen. So waren Kelso beim Erfolg im Discovery Handicap vier Kilogramm mehr umgeschnallt als dem Zweitplatzierten Careless John. Ein weiteres aufsehenerregendes Rennen gelang ihm bei den Lawrence Realization Stakes, als er Tompion, dem Favoriten für das Kentucky Derby, viereinhalb Längen abnahm und darüber hinaus die Rekordzeit von Man o’ War über 1005,842 Meter (1⅝ Meile) von 02:40,80 min egalisieren konnte. Zum Ende des Jahres setzte sich Kelso auch beim wichtigen Jockey Club Gold Cup im Belmont Park in Elmont, New York, durch – unter anderem gegen zwei ältere und somit erfahrenere Pferde. Im Anschluss an diesen Sieg äußerte Arcaro:

“There’s no doubt about it. He’s the best horse in America today. He can beat anything at any distance.”

„Es besteht kein Zweifel. Er ist momentan das beste Pferd in Amerika. Er kann alles und jeden über jede Distanz schlagen.“

Kelso war das dominierende Rennpferd der Dreijährigen-Saison 1960 – lediglich bei seinem ersten Stakes-Rennen, den Arlington Classic, gelang es der Konkurrenz, ihn zu schlagen, und er beendete die Veranstaltung auf dem achten Rang – und wurde dementsprechend mit mehreren Auszeichnungen bedacht. Er erhielt von der auf den Pferderennsport fokussierten Zeitung Daily Racing Form die Ehrungen zum Outstanding U.S. 3-Year-Old Male Horse sowie zum U.S. Horse of the Year.

#### „Unschlagbarer“ Kelso
| Jahr | Starts | 1. Platz | 2. Platz | 3. Platz | Preisgeld in $ |
| ---- | ------ | -------- | -------- | -------- | -------------- |
| 1959 | 3      | 1        | 2        | 0        | 3.380          |
| 1960 | 9      | 8        | 0        | 0        | 293.310        |
| 1961 | 9      | 7        | 1        | 0        | 425.565        |
| 1962 | 12     | 6        | 4        | 0        | 289.685        |
| 1963 | 12     | 9        | 2        | 0        | 569.762        |
| 1964 | 11     | 5        | 3        | 0        | 311.660        |
| 1965 | 6      | 3        | 0        | 2        | 84.034         |
| 1966 | 1      | 0        | 0        | 0        | 500            |

Wie bereits im Jahr zuvor begann Kelsos Saison auch 1961 verspätet – weil er sich die Kniescheibe verdreht hatte, konnte er erst im Mai in das Renngeschehen eingreifen. Er gewann sieben seiner neun Starts und begeisterte mit seinen Auftritten stetig wachsende Zuschauerzahlen. Das Whitney Handicap in Saratoga, New York entschied er jedoch erst im Zuge einer Disqualifikation des ursprünglichen Siegers für sich, da ihm nachträglich der erste Platz zugesprochen wurde. Spätestens als er einen Erfolg um acht Längen bei den Woodward Stakes feierte, hatte er seine Dominanz bereits wiedergefunden. Das Washington Park Handicap schloss er zwar nur als Vierter ab, doch zum zweiten Mal hintereinander gewann er den Jockey Club Gold Cup – mit fünf Längen Vorsprung, was ihm weitere Anerkennung einbrachte. Sein am höchsten einzuschätzender Sieg 1961 war aber der Gewinn des New York Handicap Triple, das sich aus dem Metropolitan Handicap, dem Suburban Handicap und dem Brooklyn Handicap zusammensetzt. Alle drei Rennen werden im Belmont Park ausgetragen und sind jedes für sich bereits sehr prestigeträchtig. Seinen Auftritt beim Metropolitan beschrieb Hanford später als Kelsos bestes Rennen des ganzen Jahres und auch Zuschauer und Fachwelt zeigten sich euphorisiert vom Verlauf. Die Anreise verlief widrig und deshalb war es umso erstaunlicher, dass Kelso um den Sieg mitrennen konnte. Er trug 130 Pfund und lieferte sich über nahezu die gesamte Strecke Kopf-an-Kopf-Rennen, ehe er als Erster ins Ziel kam. Beim Suburban erhielt er seiner Favoritenrolle entsprechend Gewichte von 133 Pfund und gewann dennoch leichtfüßig um fünf Längen. Achtzehn Tage später trug er beim Brooklyn 136 Pfund – und damit achtzehn mehr als der am Ende zweitplatzierte Divine Comedy. Dieser lieferte sich zwar einen langen Zweikampf mit Kelso, doch Allaire du Ponts Pferd siegte schließlich mit etwas mehr als einer Länge. Kelso ging mit seinem Triumph als erst dritter Gesamtsieger des New York Handicap Triple in dessen bis dato 70-jähriger Historie in die Statistiken ein. Es ist wohl vor allem diesem Erfolg zu verdanken, dass er seinen Titel als Pferd des Jahres verteidigen konnte und er auch als herausragendes Rennpferd über drei Jahren ausgezeichnet wurde.
Eine Virusinfektion kostete Kelso Anfang 1962 wertvolle Vorbereitungs- und Trainingszeit. So war es wenig verwunderlich, dass er zu Saisonbeginn nicht übergangslos an die Erfolge des Vorjahres anknüpfen konnte. Bei seinem ersten Rennen, dem Metropolitan Handicap, reichte es für ihn unter 133 Pfund und mit Jockey Bill Shoemaker im Sattel nur zum sechsten Platz. Anschließend gewann er ein kleines Allowance-Meilenrennen zwar überlegen, musste sich aber im Suburban Handicap Beau Purple geschlagen geben. Auch beim Monmouth Handicap erreichte er – diesmal hinter Carry Back – nur den Silberrang. Diese drei Misserfolge veranlassten Hanford und du Pont zu einem Jockeywechsel, man verpflichtete Ismael „Milo“ Valenzuela (* 1934; † 2009). Diesem gelang es zunächst, Kelso zum Sieg in einem Purse-Rennen auf Gras zu führen; bei einer weiteren Veranstaltung dieser Art folgte ein vierter Platz. Als mittlerweile Fünfjähriger erlebte Kelso jedoch eine für seine Verhältnisse durchwachsene Saison mit nur sechs Siegen bei zwölf Starts. Als Favoriten auf den Titel zum Pferd des Jahres galten zunächst Carry Back und Beau Purple. Erst im September gelang es Kelso, sich das Stymie Handicap über eineinviertel Meilen auf dem Aqueduct Racetrack und somit seinen ersten Sieg des Jahres in einem Stakes-Rennen zu sichern. Von da an stieg seine Formkurve wieder an: Mit viereinhalb Längen Vorsprung triumphierte er bei den Woodward Stakes und zeigte deklassierte die Konkurrenz um zehn Längen bei seinem dritten Gewinn des Jockey Club Gold Cup. Anschließend meldete Hanford Kelso zu den Man o’ War Stakes in Elmont an, dort musste er sich allerdings Beau Purple geschlagen geben, während der andere hartnäckige Konkurrent Carry Back nicht in die Preisgeldränge lief. Am 1. Dezember 1962 gewann Kelso vor 29.661 begeisterten Zuschauern auf dem Garden State Park Racetrack in Cherry Hill, New Jersey, mit der ersten Austragung der Governor’s Plate auch das letzte Rennen des Jahres. Er stellte mit fünf Längen Vorsprung und einer Zeit von 02:30,20 min einen neuen Bahnrekord über eineinhalb Meilen auf. Zugleich ließ dieser Sieg seine Gesamtpreisgelder auf über 1.000.000 US-Dollar anwachsen – das war zuvor erst vier anderen Pferden gelungen. Auch diesem Umstand war es letztendlich zu verdanken, dass Kelso zum dritten Mal hintereinander als Pferd des Jahres geehrt wurde, häufiger als je ein anderes zuvor.
Das Jahr 1963 sollte das erfolgreichste in Kelsos Rennkarriere werden. Da er in bestechender Form war, nahmen Hanford und Valenzuela auch einige Rennen während des Winters wahr. Man reiste ins warme Florida, wo Kelso beim Palm Beach Handicap zunächst den vierten Platz belegte. Schon beim anschließenden Seminole Handicap feierte er den ersten Sieg und lief beim Widener Handicap mit 131 Pfund auf Rang zwei. Unter 130 Pfund gewann er auch das Gulfstream Park Handicap. Die meisten Rennpferde sind im Alter von sechs Jahren bereits vom Leistungssport zurückgezogen worden – oder zumindest nicht mehr in der Lage, im oberen Leistungsbereich mitzuhalten. Kelso aber setzte seine Karriere mit unvermindertem Erfolg fort. Dem Intermezzo in Florida folgte – nachdem Pferd und Team in nördliche Gefilde zurückgekehrt waren – eine von den Zuschauern, Experten und Journalisten ungläubig bestaunte Siegesserie von sieben Major Stakes hintereinander. Den Anfang machte das J.B. Campbell Handicap auf dem Bowie Race Track in Bowie, Maryland, dass Kelso unter 131 Pfund dominierte. Er setzte die Reihe beim Nassau County Handicap (132 Pfund), dem Suburban Handicap (133 Pfund), den Whitney Stakes und den Woodward Stakes fort. Letztere hatte er bereits in den beiden Vorjahren für sich entscheiden können; nun erfolgte der Sieg um dreieinhalb Längen vor Never Bend. Von Rennen zu Rennen musste er ob des Versuchs, Chancengleichheit zu erreichen, mehr Gewichte tragen und so startete er zu den Aqueduct Stakes mit 134 Pfund, was aber seine Führung um fünfeinhalb Längen vor Crimson Satan nicht gefährdete. Am 19. Oktober krönte Kelso die Saison mit seinem vierten Triumph beim Jockey Club Gold Cup. Zwei Tage zuvor war einer seiner Vorderknöchel noch angeschwollen, doch vor 50.131 Zuschauern – die größtenteils allein seinetwegen von den Tribünen jubelten – setzte er sich auf der Rennbahn erwartungsgemäß problemlos durch. Valenzuela kommentierte diesen Auftritt mit den Worten:

“He gets better all the time. He was galloping today. He could have beaten his own track record if we’d tried.”

„Er wird immer besser. Er galoppierte heute. Er hätte seinen eigenen Bahnrekord brechen können, wenn wir das versucht hätten.“

Kelso erlief 1963 bei neun Siegen aus zwölf Rennen fast 570.000 US-Dollar Preisgeld und somit seine höchsten Einzeleinnahmen in einem Rennjahr und erhielt auf Grund dieser Leistungen und Konstanz erneut die Auszeichnungen zum U.S. Horse of the Year sowie zum American Champion Older Male Horse – mittlerweile zum vierten beziehungsweise dritten Mal in Folge.

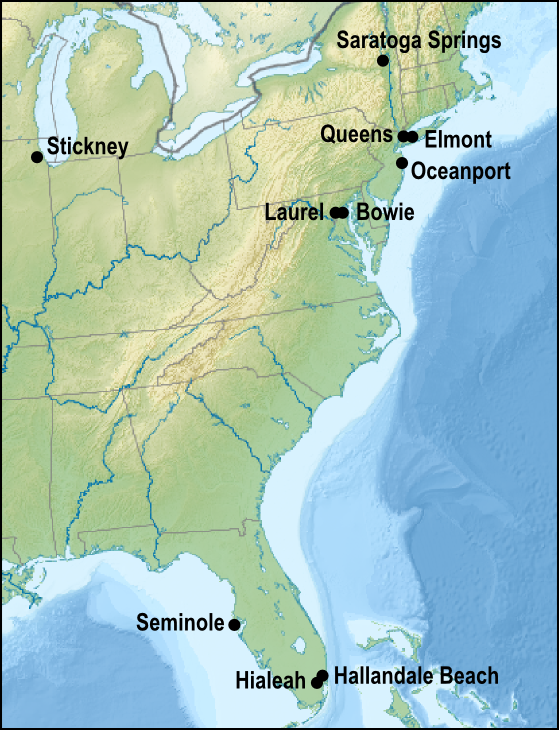
Die Karte zeigt jene Orte, in denen Kelso besonders häufig zu Rennen antrat.

Kelso feierte Erfolge in Serie und schien die Konkurrenz nach Belieben dominieren zu können. Die Fans liebten ihn und er erreichte eine Popularität, wie sie mindestens seit Seabiscuit keinem Rennpferd mehr zugekommen war. Dennoch beschränkte sich sein „Einflussbereich“ vorwiegend auf die Ostküste der Vereinigten Staaten – besonders häufig rannte er beispielsweise in Laurel (MD), Queens (NY), Saratoga Springs (NY) und Elmont (NY) oder auch in Florida. Um seinen Bekanntheitsgrad auch im Westen zu steigern und ihn in Kalifornien als feste Größe zu etablieren, meldete man ihn für zwei dortige Rennen an. Doch sowohl beim Los Angeles Handicap als auch bei den Californian Stakes gelang Kelso keine Platzierung in den Preisgeldrängen. Hanford und du Pont konzentrierten sich nach diesen Ergebnissen wieder auf die bewährt erfolgreichen Veranstaltungen. Zwar setzte er sich unter 136 Pfund Gewichten bei einem kleinen Rennen im US-Bundesstaat New York durch, dennoch gelang Kelso kein guter Start in die Saison und er benötigte etwas Zeit, bis sich erste wichtige Siege einstellten. So wurde er zunächst sowohl mit 131 Pfund beim Suburban Handicap als auch kurz darauf mit 130 Pfund beim Monmouth Handicap und hinter Mongo Zweiter. Ein peinliches – und für ein so erfahrenes und harmonierendes Duo wie Kelso und Milo Valenzuela ungewöhnliches – Missgeschick widerfuhr dem Wallach beim Brooklyn Handicap. Er prallte mit dem Kopf gegen das Tor der Startbox, war im folgenden Rennverlauf, in dem er 130 Pfund trug, aufgrund dessen leicht benommen und erreichte nur den enttäuschenden fünften Platz. Geprägt war das Jahr 1964 von einigen aufsehenerregenden Duellen zwischen Kelso und Gun Bow, dem Sieger des Brooklyn Handicap. So gewann Kelso beispielsweise das Aqueduct Handicap vor Gun Bow, musste sich diesem in den Woodward Stakes allerdings in einem Zielfotoentscheid geschlagen geben. Das Ergebnis war derart knapp, dass die verantwortlichen Organisatoren beide Pferde zunächst gleichplatzieren wollten. Die Zweikämpfe elektrisierten das Publikum und täuschte darüber hinweg, dass sich bei Kelso allmählich erste Zeichen von nachlassender Leistungsfähigkeit zeigten. Nichtsdestotrotz siegte er mit fünfeinhalb Längen vor Roman Brother und Quadrangle abermals beim Jockey Club Gold Cup, sicherte sich damit zum fünften Mal hintereinander diese Trophäe und stellte zudem in 03:19,20 min einen neuen US-amerikanischen Rekord über zwei Meilen auf. Bis heute ist er eines von nur drei Pferden, die dieses Rennen im Alter von sieben Jahren gewinnen konnten. Nach der Saison 1964, in der er fünf von elf Rennen für sich entschied, hatte Kelso in der Addition mehr Preisgelder gewonnen als je ein Pferd vor ihm.

#### Der „Fluch von Laurel“
Genauso wie Kelsos Siege beim Jockey Club Gold Cup oder beispielsweise den Woodward Stakes zur jährlichen Tradition wurden, entwickelten auch seine Auftritte bei den Washington, D.C. International Stakes über eineinhalb Meilen (2414 Meter) auf der Rasenbahn des Laurel Park Racecourse in Laurel, Maryland, ein beinahe vorhersehbares Muster mit stets gleichem Resultat.

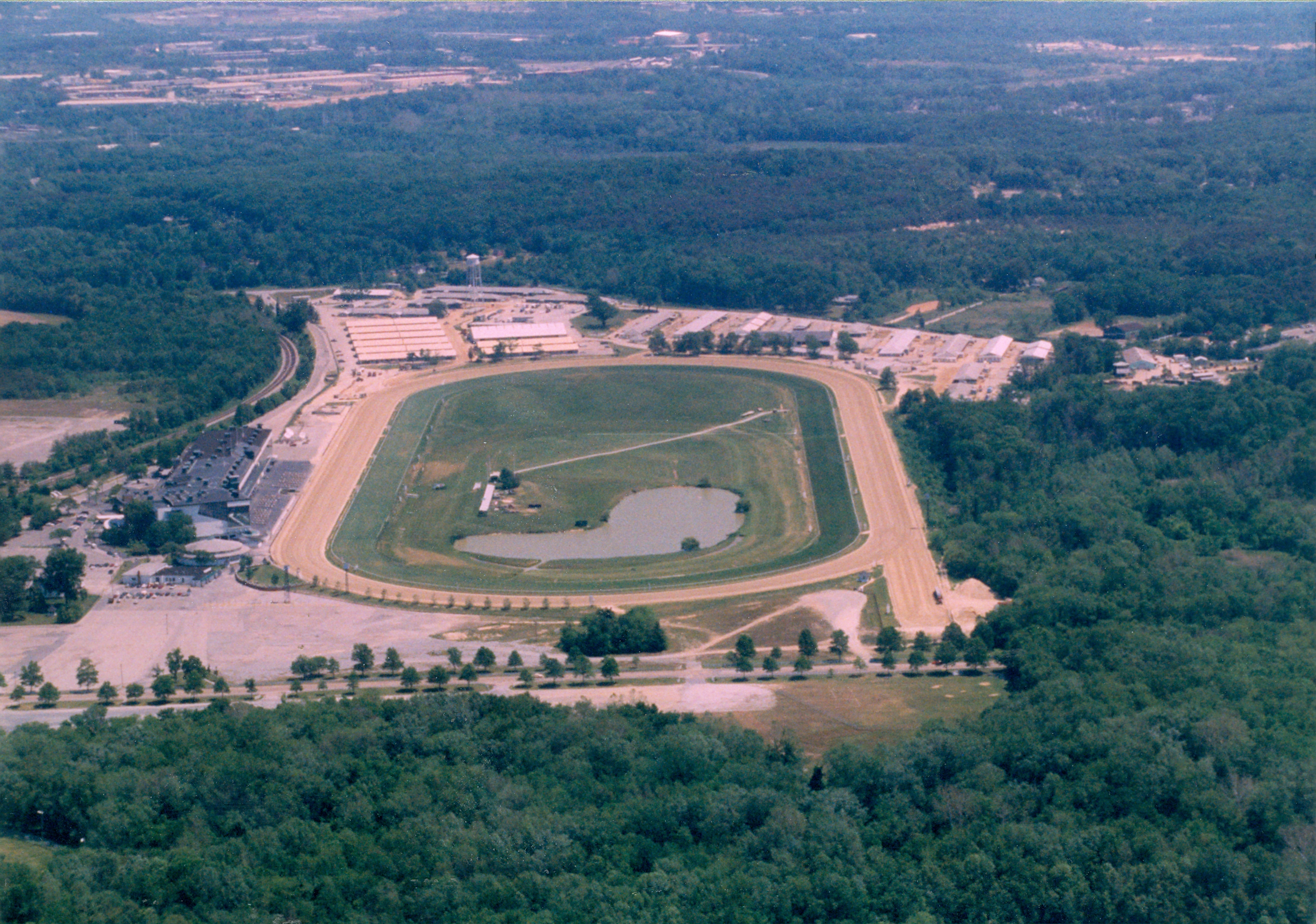
Auf dem Laurel Park Racecourse lief Kelso bei den Washington, D.C. International Stakes 1961, 1962 und 1963 jeweils auf den zweiten Platz, bevor er 1964 endlich siegen konnte.

1961 wurde er knapp um eine halbe Länge von T. V. Lark geschlagen, dem der Untergrund eher lag. Nach Kelsos ansonsten sehr erfolgreich verlaufenem Jahr begannen Fans bereits zu spekulieren, dass er auf Rasen nicht gewinnen könne. Dass die beiden Pferde mit ihren Läufen den Bahnrekord gebrochen hatten und die Konkurrenz rund zwölf Längen zurücklag, tat dem Gerede keinen Abbruch. Bei dem Rennen zog sich Kelso zudem eine Verletzung am Sprunggelenk zu und musste sich auf der Woodstock Farm rehabilitieren. Die Veranstaltung im Jahr 1962 war von ganz besonderer Bedeutung. Kelso hatte während der Saison trotz einiger Siege keinen allzu überzeugenden Eindruck gemacht und sah sich von den überaus starken Hengsten Carry Back und Beau Purple herausgefordert. Das Trio traf auch in Laurel wieder aufeinander und es galt als sicher, dass der Gewinner als U.S. Horse of the Year ausgezeichnet werden würde. Beau Purple führte das Rennen vom Start weg an und versuchte, das Feld möglichst früh zu dominieren. Carry Back war bekannt für seine kraftvollen Spurts aus der Deckung. Wenn Kelso sich zurückgehalten hätte, hätte also ersterer vermutlich gewonnen. Wäre er mitgesprintet, hätte ihm am Ende womöglich der nötige Antritt gegen Carry Back gefehlt. Carl Hanford instruierte Valenzuela, Beau Purple vorwegzutreiben und ihn so zu schwächen, wissend, dass Kelso den längeren Atem hatte. Auf der ersten Meile duellierten sich Kelso und Beau Purple, bis dieser schließlich in der Gegenkurve zurückfiel. Kelso bog als Führender in die Zielgerade ein, als Carry Back zum Sprint ansetzte. Nach einem packenden Duell verlangsamte er sein Tempo jedoch etwas – aber auch Kelso war müde und konnte dem überraschenden Sieger Match II nichts mehr entgegensetzen. Er kam zweitplatziert ins Ziel, Carry Back wurde Dritter und Beau Purple erreichte abgeschlagen nur den elften Platz. Im folgenden Jahr 1963 fehlte Kelso bei der zweitschnellsten jemals gelaufenen Austragung lediglich eine halbe Länge auf den Sieger Mongo – zum dritten Mal in Folge erreichte er somit auf dem Laurel Park Racecourse nur den zweiten Rang.
Wie bereits während der gesamten Saison 1964 war in jenem Jahr auch in Laurel Gun Bow Kelsos schärfster Konkurrent. Es galt mittlerweile als ungeschriebenes Gesetz, dass letzterer die Washington, D.C. International Stakes nicht gewinnen könne. Von Walter Blum geritten ging der drei Jahre jüngere Gun Bow in der Abenddämmerung des 11. November früh in Führung. Kelso hielt sich zunächst drei Längen dahinter, während der Rest des Feldes bereits zurückgefallen aufgereiht lief. Nach einer Meile hatte Kelso dann die Stirn minimal in Front und wurde mit einer Durchgangszeit von 01:34,40 min gestoppt und als noch 600 Meter zu laufen waren, hatte er sich um eine Nackenlänge vorbeigeschoben. Blum peitschte Gun Bow weiter und sein Pferd touchierte Kelso, der sich jedoch beim Einlauf auf die Zielgerade auf der Außenbahn halten konnte. Die Eineinviertelmeilen-Marke (2011 Meter) nahmen beide noch zeitgleich in exakten 2:00,00 min, doch unmittelbar anschließend brach Gun Bow ein und musste Kelso ziehen lassen. Dieser nahm auf Valenzuelas Weisung Tempo heraus und siegte mit viereinhalb Längen Vorsprung in neuer Weltrekordzeit von 2:23,80 min. Der Fluch war gebrochen – Kelso konnte auch auf Rasen gewinnen. Tom Nickalls von der britischen Fachzeitschrift Sporting Life kommentierte diesen Auftritt mit folgenden Worten:

“Kelso must indeed be the greatest horse in the world today. […] It was the finest piece of racing I have ever seen.”

„Kelso muss tatsächlich das momentan beste Pferd der Welt sein. […] Es war das großartigste Renngeschehen, dass ich je gesehen habe.“

#### Eine Ära geht zu Ende
Nach fünf Jahren großer Erfolge, die Eingang in die Geschichtsbücher des Pferderennsports fanden, ließ Kelsos Leistungsvermögen ab 1965 deutlich nach. Man meldete ihn aus Rücksicht auf sein Alter nur noch zu sechs Rennen an. Bei jedem Start erreichte er mindestens den vierten Platz, im Brooklyn Handicap belegte er beispielsweise mit 132 Pfund den dritten Rang. Drei konnte er noch gewinnen, zunächst das Diamond State Handicap und das Whitney Handicap. Im Herbst triumphierte er beim Stymie Handicap auf dem Aqueduct Racetrack mit acht Längen Vorsprung, wurde im Rennverlauf allerdings von hochgeschleuderten Schmutzpartikeln am Auge getroffen, was eine Entzündung zur Folge hatte. Diese beendete Kelsos Saison frühzeitig.
1966 startete er in sein achtes Wettkampfjahr. Bei einem Sprintrennen auf dem Hialeah Park Race Track in Hialeah, Florida, – das Hanford als Vorbereitung auf das anstehende Donn Handicap genutzt wissen wollte – lief der Wallach knapp an den Podestplätzen vorbei und überquerte als Vierter die Ziellinie. Es sollte sein letztes Rennen sein. Wenig später zog er sich im Training einen Haarriss an der Spitze des inneren Sesambeins seines rechten Hinterlaufs zu. Auf Wunsch Hanfords wurde er daraufhin von allen zukünftigen Rennverpflichtungen entbunden und verließ den Turf. Am 19. März veröffentlichte die Fachzeitschrift The Blood-Horse die offizielle Rückzugsbekanntmachung und verknüpfte sie mit einer Würdigung:

“Kelso demonstrated the durability of class. No horse in our time was so good, so long. His was mature greatness.”

„Kelso demonstrierte die Langlebigkeit von Klasse. Kein anderes Pferd unserer Zeit war so lange so gut. Er verkörperte vollendete Größe.“

Kelsos Rennkarriere war damit nach 2388 Tagen beendet und Hanford selbst antwortete einige Tage später auf die Frage, wie er sich fühle:

“Well, not as good as I felt last week, but you have to come to the end of the line sometime.”

„Naja, nicht so gut, wie ich mich letzte Woche gefühlt habe, aber du musst irgendwann ans Ende kommen.“

### Letzte Jahre
Als Wallach konnte man Kelso nicht für die Zucht verwenden. Er erhielt sein Gnadenbrot auf Allaire du Ponts Woodstock Farm in Chesapeake City, Maryland, und wurde 1967 in die United States Racing Hall of Fame aufgenommen. Ab etwa derselben Zeit kam er – von du Pont selbst geritten – bei diversen Parforcejagden, beispielsweise der Vicmead Hunt in Delaware und der Andrew’s Bridge Hunt in Pennsylvania zum Einsatz. Gegenüber dem Autor, Journalisten und Kentucky-Derby-Historiker Jim Bolus äußerte sie:

“Kelso was as gentle as could be. He could jump over big fences. He went on like he'd done it all his life.”

„Kelso war so sanft wie nur möglich. Er konnte über große Zäune springen. Er machte weiter wie immer in seinem Leben.“

Nachdem sich seine Arthritis verschlimmert hatte, schonte man ihn ab 1974 endgültig und er verlebte ruhige Jahre auf der Farm. Wie bereits während seiner aktiven Rennkarriere übernahm Lawrence Fitzpatrick seine Pflege. Ähnlich wie andere bekannte Rennpferde erhielt auch Kelso selbst nach seinem Rückzug tausende Briefe von seinen Fans, so dass man für ihn einen eigenen Briefkasten installierte.
Am 15. Oktober 1983 führte Kelso – der dominierende Wallach der 1960er Jahre – die so genannte post parade anlässlich des Jockey Club Gold Cup und der zeitgleich ausgetragenen Champagne Stakes im Belmont Park in Elmont (Nassau County, New York) an. Begleitet wurde er von Forego, dem herausragenden Wallach der 1970er Jahre. Diese Parade im Zuge einer Benefizveranstaltung für die Thoroughbred Retirement Foundation war der erste und einzige gemeinsame Auftritt der beiden Ausnahmepferde. Das Publikum erhob sich und gab ihnen tosenden Applaus. Kelso war zu diesem Zeitpunkt bereits 26 Jahre alt, doch viele der 32.493 Zuschauer vertraten die Ansicht, er habe dem um die Hälfte jüngeren Forego im Aussehen um nichts nachgestanden. Am darauf folgenden Tag transportierte man Kelso zurück nach Chesapeake City. Kurz nach der Ankunft auf der Farm starb er völlig unerwartet. Medienvertreter spekulierten später, dass er auf der letzten Reise möglicherweise zu viel Stress ausgesetzt gewesen sein könnte. Als mittlerweile größtenteils akzeptierte Todesursache gilt jedoch eine Kolik. Er wurde auf dem Farmgelände beerdigt.

## Nachwirkung
Als Kelso 1966 abtrat, war er das erfolgreichste Rennpferd überhaupt und wird seither in einer Reihe mit Berühmtheiten wie beispielsweise Kingston, Seabiscuit, Man o’ War, Secretariat, Citation oder auch – seit jüngstem – Curlin, Cigar und Zenyatta genannt. Mit einem gewonnenen Gesamtpreisgeld von 1.977.896 US-Dollar setzte er neue Maßstäbe und war das bis dato gewinnträchtigste Pferd aller Zeiten. Diese Bestmarke konnte erst 1979 von Affirmed übertroffen werden. Eddie Arcaro, der mit zahlreichen weiteren hochklassigen Pferden Wettkämpfe bestritt und als einer der weltweit erfolgreichsten Jockey gilt, sagte im Rückblick auf seine Zeit mit Kelso, er habe „niemals ein besseres Pferd geritten“.
Seit 1980 werden jährlich Ende September oder Anfang Oktober die nach ihm benannten Kelso Stakes im Belmont Park in Elmont – dem Ort seines letzten öffentlichen Auftritts – ausgetragen. Das Rennen führt über eine Meile und ist für Dreijährige und Ältere geöffnet. In der von der Fachzeitschrift Blood-Horse 1999 veröffentlichten Liste der 100 besten US-amerikanischen Rennpferde des 20. Jahrhunderts erreichte Kelso den vierten Platz. Im August 2006 erfolgte die Aufnahme Carl Hanfords in die United States Racing Hall of Fame. In seiner Dankesrede äußerte der damals 90-Jährige:

“I am here today because of one horse and one horse only. Although I've had a few stakes horses before, they didn't compare with Kelso. There is an old saying on the racetrack that 'a good horse is dangerous in anybody's hands.' How true that is. Of all the top trainers in the past that have had this honor, I may be a little bit prejudiced, but I don't think any one of them had their hands on a horse like Kelso.”

„Ich bin heute nur wegen eines einzigen Pferdes hier. Obwohl ich zuvor bereits einige Stakes-Pferde hatte, sind sie nicht mit Kelso zu vergleichen. Auf der Rennstrecke gibt es eine alte Redensart, dass ‚ein gutes Pferd in den falschen Händen gefährlich ist‘. Wie wahr. Von allen Top-Trainern, denen diese Ehre in der Vergangenheit zu Teil geworden ist – möglicherweise bin ich etwas voreingenommen, aber ich glaube nicht, dass irgendeiner von ihnen seine Hände an einem Pferd wie Kelso hatte.“

## Abstammung
| Vater Your Host 1947–1961    | Alibhai 1938–1960     | Hyperion 1930–1960    | Gainsborough 1915–1945 |
| Vater Your Host 1947–1961    | Alibhai 1938–1960     | Hyperion 1930–1960    | Selene                 |
| Vater Your Host 1947–1961    | Alibhai 1938–1960     | Teresina              | Tracery                |
| Vater Your Host 1947–1961    | Alibhai 1938–1960     | Teresina              | Blue Tit               |
| Vater Your Host 1947–1961    | Boudoir II            | Mahmoud               | Blenheim II            |
| Vater Your Host 1947–1961    | Boudoir II            | Mahmoud               | Mah Mahal              |
| Vater Your Host 1947–1961    | Boudoir II            | Kampala               | Clarissimus            |
| Vater Your Host 1947–1961    | Boudoir II            | Kampala               | La Soupe II            |
| Mutter Maid of Flight 1951–? | Count Fleet 1940–1973 | Reigh Count 1925–1948 | Sunreigh               |
| Mutter Maid of Flight 1951–? | Count Fleet 1940–1973 | Reigh Count 1925–1948 | Contesina              |
| Mutter Maid of Flight 1951–? | Count Fleet 1940–1973 | Quickly               | Haste                  |
| Mutter Maid of Flight 1951–? | Count Fleet 1940–1973 | Quickly               | Stephanie              |
| Mutter Maid of Flight 1951–? | Maidoduntreath        | Man o’ War 1917–1947  | Fair Play 1905–1929    |
| Mutter Maid of Flight 1951–? | Maidoduntreath        | Man o’ War 1917–1947  | Mahubah 1910–1931      |
| Mutter Maid of Flight 1951–? | Maidoduntreath        | Mid Victorian         | Victorian              |
| Mutter Maid of Flight 1951–? | Maidoduntreath        | Mid Victorian         | Black Betty            |

## Weiterführende Informationen